# رادیو تلسکوپ

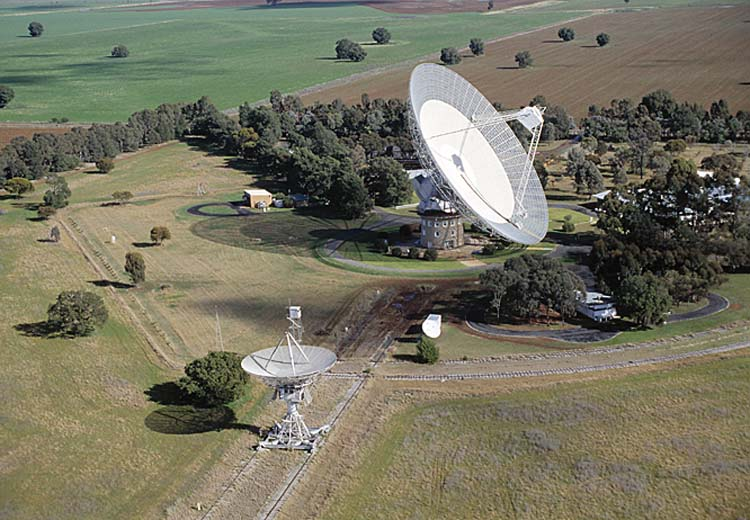
رادیوتلسکوپ ۶۴ متری پارکس در استرالیا

رادیو تلسکوپ یا تلسکوپِ رادیویی، نوعی آنتن رادیویی است که در اخترشناسی رادیویی به منظور جمع‌آوری اطلاعات از ماهواره‌ها و کاوشگرهای فضایی و هر گونه منبع رادیویی در فضا استفاده می‌شود.
این نوع تلسکوپ‌ها با تلسکوپ‌های نوری متفاوتند چون فقط می‌توانند از منابع رادیویی اطلاعات بگیرند، زیرا بسامد کار این تلسکوپ‌ها در رده امواج رادیویی است، که به مراتب از فرکانس امواج نوری کمتر است.
رادیو تلسکوپ‌ها دارای دیش‌های بزرگی هستند که به صورت تکی یا چند تایی کار می‌کنند و معمولاً برای جلوگیری از تداخل امواج الکترومغناطیسی منتشر شده از تلویزیون و رادیو و رادار و… در مکان‌های خالی از جمعیت واقع شده‌اند. این دقیقاً مانند تلسکوپ نوری است که باید
از آلودگی نوری پرهیز کند.
از رادیو تلسکوپ برای مطالعه رخدادهای رادیویی از ستاره‌ها، کهکشان‌ها اخترنماها، و
سایر اشیا فضایی استفاده می‌شود در طول موجی بین ۱۰ متر (۳۰ مگاهرتز) و ۱ متر (۳۰۰ مگاهرتز)
در طول موج‌های بلندتر مانند ۲۰ سانتیمتر(۱٫۵ گیگاهرتز). بی قاعدگی‌ها در طبقه یونسفر زمین باعث خمیدگی امواج ورودی می‌شود، به این پدیده جرقه زدن می‌گویند که قابل قیاس با چشمک زدن ستارگان در طول موج مرئی می‌شود جذب امواج کهکشانی توسط لایه یونسفر با افزایش طول موج افزایش می‌یابد تا جایی که طول موج‌های بالاتر از ۱۰ متر با رادیو تلسکوپ‌های زمینی قابل دریافت نیستند.
- گروته ریبر

## رادیو تلسکوپ‌های اولیه

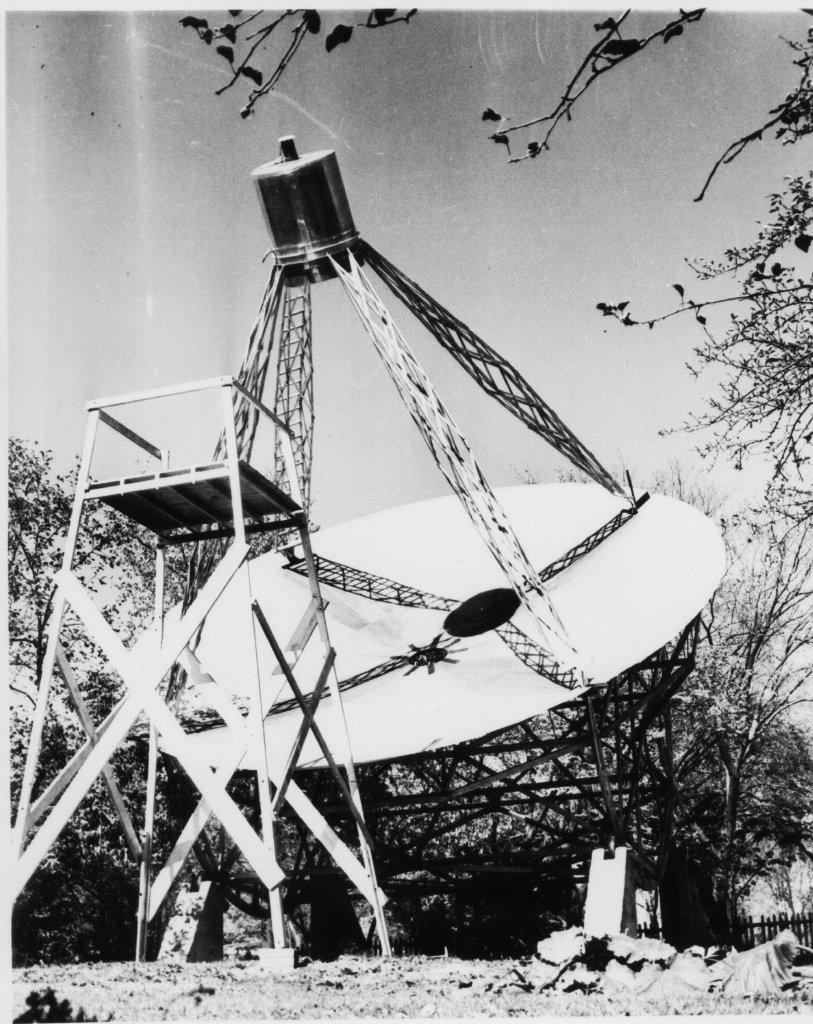
اولین رادیو تلسکوپ ربر در سال ۱۹۳۷.

اولین آنتن رادیویی استفاده شده برای تشخیص منابع رادیویی نجومی توسط کارل گوت جنسکی یکی از مهندسان آزمایشگاه تلفن بل در سال ۱۹۳۱ ساخته شد. جان اسکای شغل خود را به شناسایی منابع ایستا که توانایی مداخله با سرویس رادیویی تلفن را دارند اختصاص داد. آنتن جان اسکای برای دریافت سیگنال‌های رادیویی موج کوتاه در یک بسامد ۲۰٫۵ MHz (طول موجی تقریباً ۱۴٫۶ m) طراحی شده بود. آن نصب شده بود در یک صفحه گردون که اجازه می‌داد تابه هر سمتی بچرخد، و چرخ و فلک جان اسکای نام گرفت. آن دارای ضخامتی تقریباً ۱۰۰ فوت(۳۰ متر) و ۲۰فوت (۶ متر) ارتفاع بود و به وسیلهٔ مجموع‌های از چهار چرخ چرخش و هدایت می‌شد در دریافت منابع رادیویی مزاحم (ایستا) و می‌توانست با دقت اشاره کند. بخشی کوچک امواج از یک طرف آنتن با سامانه خودکار و کاغذ آنالوگ ذخیره می‌شدند. بعد از ثبت سیگنال‌ها از همه مسیرها در چندین ماه، جان اسکای عاقبت آن‌ها را به سه نوع ایستا دسته‌بندی کرد:نزدیک به وسیلهٔ توفان همراه با آذرخش و صاعقه، دور توفان همراه با آذرخش و یک صدای ضعیف هیس از منبعی ناشناخته.

## ساختار رادیوتلسکوپ
رادیوتلسکوپ‌ها همانند دستگاه‌های رادیویی معمولی که در تمام منازل یافت می‌شود، کار می‌کنند. اما میان این دو وسیله، دو تفاوت عمده وجود دارد. اول امواجی که رادیوتلسکوپ‌ها مجبور به آشکارسازی آن‌ها هستند، بسیار ضعیف بوده و دوم رادیوتلسکوپ‌ها باید تمام سیگنال‌های دریافتی را برای آنالیزهای بعدی ذخیره نمایند. از نظر ساختمانی، یک رادیوتلسکوپ را می‌توان به هشت قسمت اصلی و مهم زیر تقسیم‌بندی نمود:
1. آنتن
2. پیش تقویت‌کننده یا آمپلی‌فایر اولیه
3. مخلوط‌کننده (میکسر)
4. نوسان ساز
5. تقویت‌کننده موج میانی (آی‌اِف)
6. آشکارساز مجذوری
7. تقویت‌کننده DC
8. ابزار ضبط اطلاعات